# スティーヴ・ストーン (サッカー選手)
スティーヴン・ブライアン "スティーヴ"・ストーン（Steven Brian "Steve" Stone, 1971年8月20日 - ）は、イングランド・ゲイツヘッド出身の元サッカー選手。現役時代のポジションはMF。

## 所属クラブ
- ノッティンガム・フォレストFC 1989-1999
- アストン・ヴィラFC 1999-2002

→  ポーツマスFC 2002 (loan)
- ポーツマスFC 2002-2005
- リーズ・ユナイテッドAFC 2005-2006